# Selago abietina
Selago abietina är en flenörtsväxtart som beskrevs av Nicolaas Laurens Nicolaus Laurent Burman. Selago abietina ingår i släktet Selago och familjen flenörtsväxter. Inga underarter finns listade i Catalogue of Life.